# Nessia sarasinorum
Nessia sarasinorum är en ödleart som beskrevs av  Müller 1889. Nessia sarasinorum ingår i släktet Nessia och familjen skinkar. Inga underarter finns listade i Catalogue of Life.